# خوان فرناندو كايسيدو
خوان فرناندو كايسيدو (بالإسبانية: Juan Fernando Caicedo)‏ هو لاعب كرة قدم كولومبي في مركز الهجوم، ولد في 13 يوليو 1989 في كاربا في كولومبيا. لعب مع ديبورتيس توليما.

## وصلات خارجية
- خوان فرناندو كايسيدو على موقع الدوري الأمريكي (الإنجليزية)
- خوان فرناندو كايسيدو على موقع قاعدة بيانات كرة القدم.إي يو (الإنجليزية)
- خوان فرناندو كايسيدو على موقع Soccerway.com (الإنجليزية)
- خوان فرناندو كايسيدو على موقع عالم كرة القدم.نت (الإنجليزية)
- خوان فرناندو كايسيدو على موقع AS.com (الإسبانية)